# ريست هيفن (جورجيا)
ريست هيفن (بالإنجليزية: Rest Haven, Georgia)‏ هي بلدة تقع في مقاطعة غوينيت، جورجيا, مقاطعة هال، جورجيا بولاية جورجيا في الولايات المتحدة. تبلغ مساحتها 1 (كم²)، وترتفع عن سطح البحر 336 م، بلغ عدد سكانها 62 نسمة في عام 2010 حسب إحصاء مكتب تعداد الولايات المتحدة وتصل الكثافة السكانية فيها 151 نسمة/كم2.

## وصلات خارجية
- The US50 - Cities and Towns in Georgia State
- Georgia Cities and Towns, Facts, Map, Flag, Colleges, Government, and More